# Parco nazionale dei laghi Kälsai
Il Parco nazionale dei laghi Kälsai (in kazako Көлсай көлдері ұлттық паркі?, Kälsai kälderı ūlttyq parkı) si trova sul versante settentrionale dei monti Tian Shan, a sud-est del Kazakistan (10 Km dal confine con il Kirghizistan). I laghi sono spesso indicati come perle di Tien Shan, caratteristica principale del parco sono i laghi Kälsai situati tra il distretto di Raiymbek e il distretto di Talğar nella regione di Almaty e il lago Kaindy.

## Geografia fisica
I laghi si formarono approssimativamente nel 1887 e nel 1911 lungo il corso dei fiumi Kaindy e Kälsai che scorrono da sud a nord del Tian Shan. Contribuiscono alla formazione dei laghi due catene montuose del Tian Shan: la Küngöy Ala-Too e la Trans-Ili Alatau. I laghi sono così divisi:
- Lago Kälsai inferiore

Un bacino naturale di montagna formato da alcune frane che bloccarono il fiume Kälsai. Il lago inferiore è di circa 1 km di lunghezza, 400 metri di larghezza e 80 metri di profondità; si trova ad una altitudine di 1818 m. È accessibile dalla strada e dispone di pensioni e campeggi.
- Lago Kälsai centrale o Mynzholky

Cinque chilometri a monte del lago inferiore il lago centrale, o Mynzholky che significa mille anni, è il più grande dei tre e raggiunge una profondità di 50 metri e si trova ad una altitudine di 2252 m. È considerato il più panoramico dei tre laghi Kolsay. 
- Lago Kälsai superiore

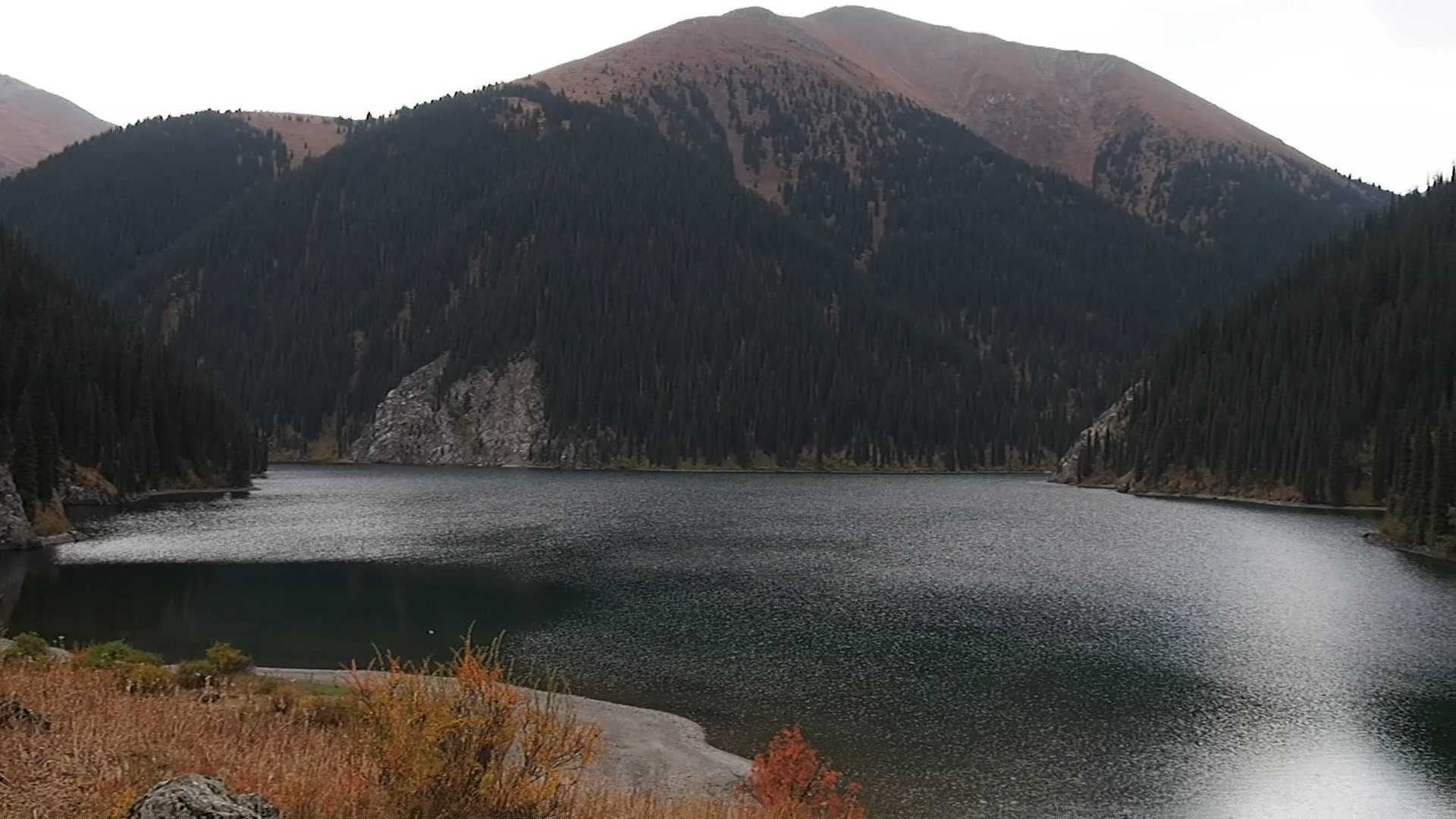
Il lago Kolsay centrale

Sei chilometri sopra il lago centrale, il lago superiore è circondato da abeti rossi e prati alpini, ad una altitudine di 2850 m. Si trova a 6 km dal passo Sara-Buluk e dal Kirghizistan.
- Lago Kaindy

Situato 11 km ad est dei laghi Kälsai, il lago Kaidy si trova vicino al fiume Chilik. Il lago è noto per il suo riflesso come uno specchio e per le macchie di tronchi di abete rosso che sorgono dall'acqua. Si formò nel 1911 a causa di un terremoto che provocò una frana che bloccò un'estremità della gola. 

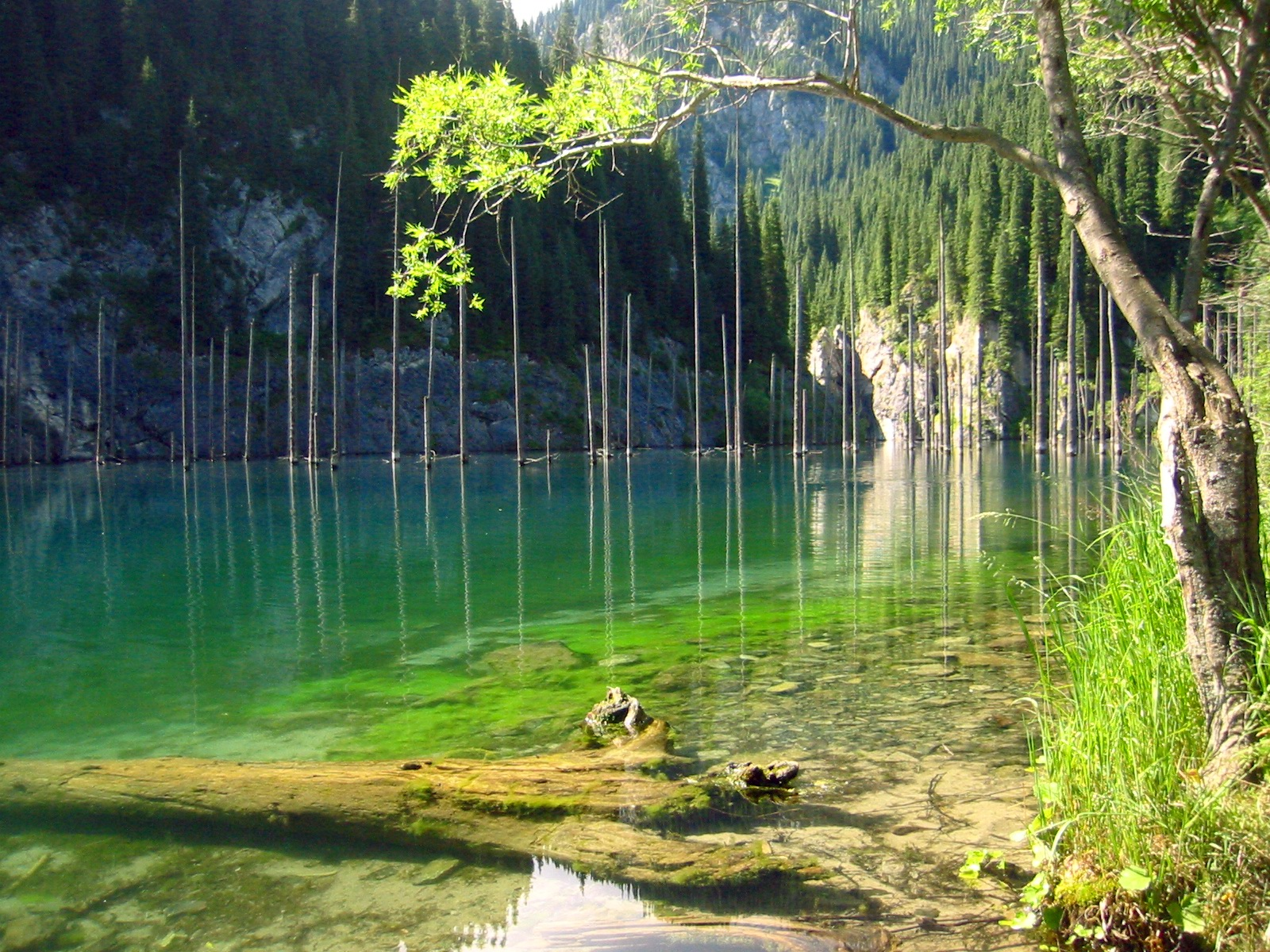
Il lago Kaindy nel Parco nazionale dei laghi di Kälsai, con i tronchi morti di abete rosso che emergono dal lago.

## Ambiente

### Clima
Il clima nella regione dei laghi Kälsai è caratterizzato da forti escursioni termiche con estati miti e inverni freddi. A luglio, le temperature possono variare dai 30 °C (86 °F) durante il giorno, a −5 °C (23 °F) di notte. L'area a causa del luogo isolato presanta molte piante e specie di animali rari.

### Flora
Gli scienziati hanno registrato 704 specie di piante nel parco, 12 delle quali sono classificate come rare. Molte di queste specie sono elencate nella lista rossa IUCN. Un albero notevole nel parco è l'abete Tian Shan che cresce ad un'altitudine di 2700-3000 m s.l.m. e i cui esemplari sono particolarmente belli, alti 40-50 m con tronchi di 2 m di diametro. Nelle foreste di conifere dopo forti piogge, compaiono vari funghi.

### Fauna
Per quanto riguarda gli animali, il parco ha registrato 50 specie di mammiferi, 197 specie di uccelli, 2 specie di rettili, 2 specie di anfibi e 2 specie di pesci. Sei mammiferi che si trovano nel parco sono classificati come specie rare in Kazakhstan.

## Turismo
L'area protetta dei laghi di Kälsai è diventata aperta a tutti nel 2007, rendla natura è preservata nel suo stato incontaminato. Il parco si trova nella steppa montana del Tian Shan e nell'ecoregione dei prati, che copre le altitudini medie e superiori delle montagne del Tian Shan dell'Asia centrale. Il 72% del territorio del parco è area protetta mentre il 13% è riservato al turismo e allo svago. Ci sono pensioni e campeggi nel vicino villaggio di Saty. C'è un itinerario escursionistico di 25 km che parte dal lago inferiore, e passa per il passo Sary-Bulak (3.278 m). Il percorso dura tre giorni a piedi o un giorno a cavallo.